# 専立寺 (大和高田市)
専立寺（せんりゅうじ）は、奈良県大和高田市内本町にある浄土真宗本願寺派の寺院。山号は如意山、本尊は阿弥陀如来立像。大和五ヶ所御坊の1つで高田御坊とも言われる。

## 歴史
1600年（慶長5年）、本願寺12世准如上人によって創建される。大和五ヶ所御坊の一つとして大和国中南部での布教の拠点となるとともに、桑山氏によって寺内町へと発展する。
1786年（天明6年）に太鼓楼、1794年（寛政6年）に表門が建立されるなど、往事には本堂・書院・対面所・鐘楼・太鼓楼・門などが建ち並んでいた。
1838年（天保9年）9月24日、火災で本堂などを焼失する。1840年（天保11年）、書院・対面所などを再建し対面所は仮本堂（現在の本堂）とされた。文化財ではないが野口雨情の歌碑がある。
1890年（明治23年）7月、板垣退助が『大和全国自由懇親会』と題する演説会を専立寺で開き、同寺に一泊している。
現住職は16代脇屋大樹（奈良県立畝傍高校、早稲田大学卒。龍谷大学大学院博士後期課程単位取得満期退学）である。

## 文化財
- 太鼓楼・表門・築地塀 - いずれも大和高田市指定文化財

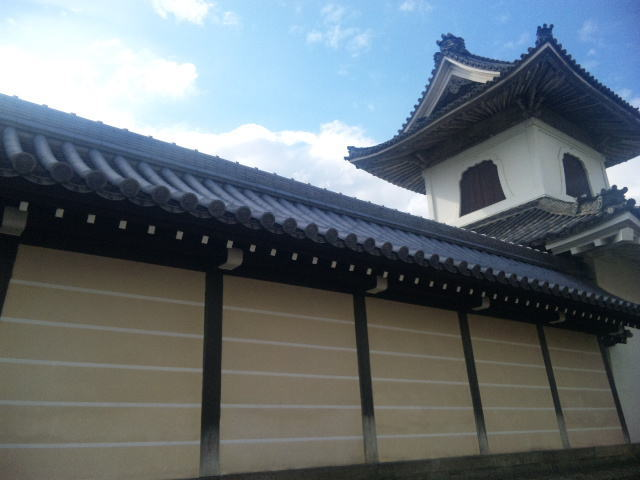
太鼓楼と築地塀
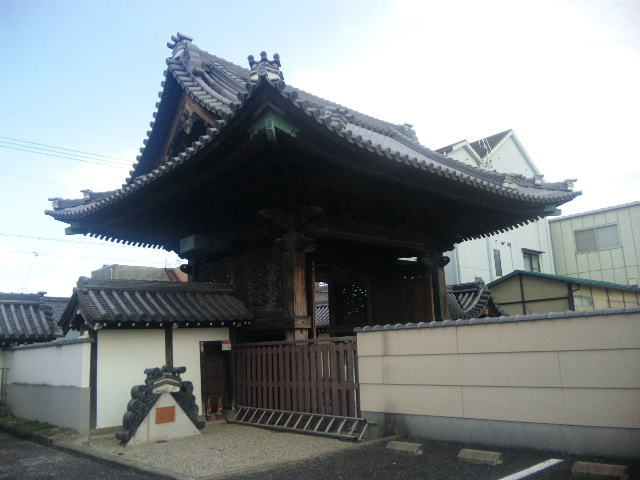
表門（内側）
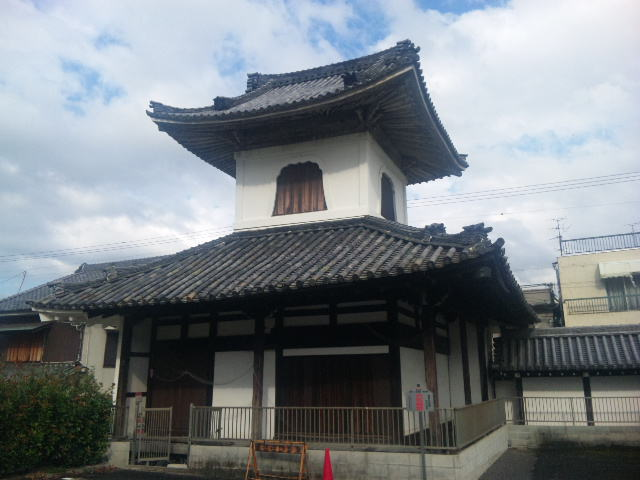
太鼓楼（内側）
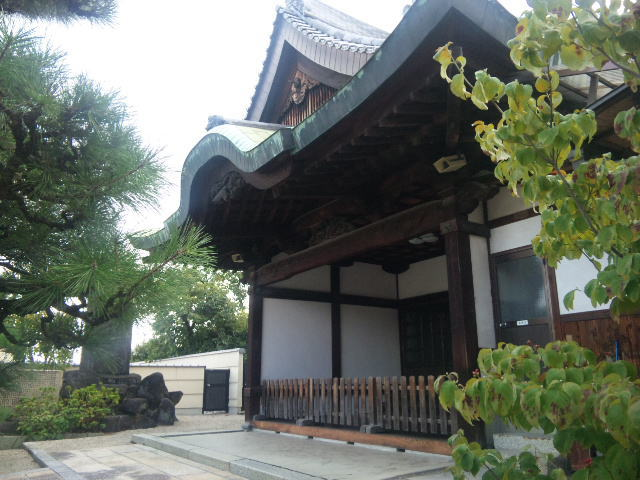
対面所・本堂玄関
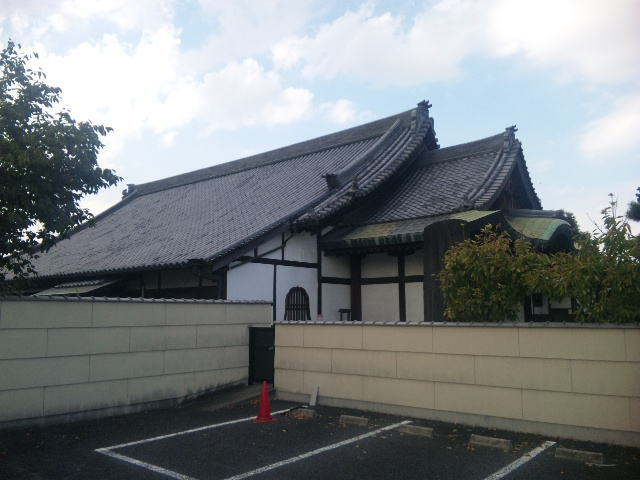
本堂外観
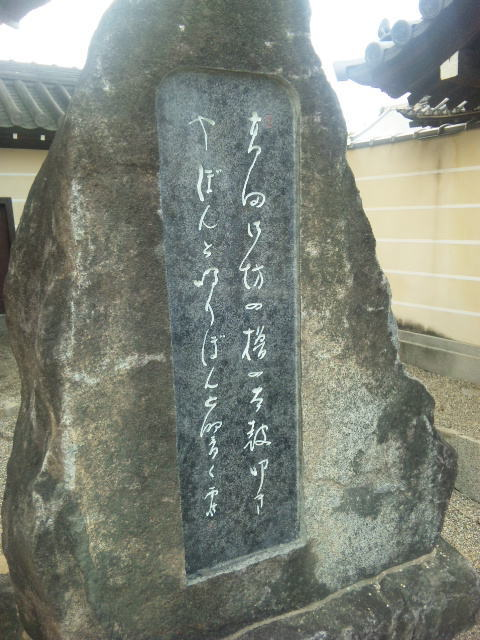
野口雨情の歌碑

## 行事
- 2月 - 高田御坊まつり

## 所在地
- 奈良県大和高田市内本町
- JR和歌山線高田駅より徒歩8分